# Szalejów Górny
Szalejów Górny (niem. Oberschwedeldorf) – wieś w Polsce położona w województwie dolnośląskim, w powiecie kłodzkim, w gminie Kłodzko, w zachodniej części Kotliny Kłodzkiej.

## Położenie
Szalejów Górny to duża wieś łańcuchowa leżąca w zachodniej części Kotliny Kłodzkiej, pomiędzy Szalejowem Dolnym na wschodzie i Wolanami na zachodzie, na wysokości około 325–350 m n.p.m.

## Podział administracyjny
W przeszłości do wsi należał przysiółek Miednica (niem. Kupferhammer). Obecnie wyludniony. W latach 1975–1998 miejscowość administracyjnie należała do województwa wałbrzyskiego.

## Historia
Początki Szalejowa Górnego sięgają pierwszej połowy XIII wieku, w 1269 istniał tu kościół. W 1350 arcybiskup Arnoszt z Pardubic kupił miejscowość, a następnie przekazał ją augustianom z Kłodzka. W czasie wojen husyckich wieś została złupiona, ale szybko podniosła się z upadku. Jako posiadłość ziemska uległa znacznemu rozdrobnieniu, w szczytowym okresie należała do jedenastu właścicieli. W 1527 Szalejów Górny przeszedł na własność klasztoru jezuitów w Kłodzku.
Zimą 1778, w czasie wojny o sukcesję bawarską, zbudowano nad wsią fort, który miał za zadanie pełnić rolę posterunku obserwacyjnego, a w razie potrzeby związać siły wroga. Był to w istocie blokhauz mogący odpierać atak ze wszystkich stron. Fort został zaatakowany 17 stycznia 1779 przez wojska austriackie pod dowództwem feldmarszałka Dagoberta Sigmunda von Wurmsera 17 stycznia 1779. Efektywna obrona Fortu Oberschwedelsdorf uchroniła przed atakiem twierdzę kłodzką i trafiła do traktatów o sztuce fortyfikacji.
W 1840 były tu: dwór Rübischhof należący do Antona Franza, kościół, szkoła, trzy wytwórnie starki i kilka folwarków. Po 1945 roku Szalejów Górny pozostał dużą wsią rolniczą z dobrze rozwiniętą infrastrukturą, do końca 1972 miejscowość była siedzibą gromady.

## Zabytki
Do wojewódzkiego rejestru zabytków wpisane są obiekty:
- zespół kościoła pw. św. Jerzego, w skład którego wchodzą:
  - kościół św. Jerzego w Szalejowie Górnym, parafialny z drugiej połowy XIV wieku, siedziba parafii św. Jerzego, przebudowany w 1683 i w 1765 roku[6], wewnątrz gotycka Pietà z ok. 1420 i Madonna z pocz. XVI w., barokowe obrazy i epitafia[9],
  - dzwonnica z 1683 roku,
  - mur obronny cmentarza, z pierwszej połowy XV wieku,
  - kaplica z XVIII/XIX wieku
  - budynek bramny z XV wieku, w zachodniej ścianie z wimpergą z głową Chrystusa,
- pałac z 1916 roku,
- dom zarządcy folwarku, nr 47, z XVIII/XIX wieku,
- spichlerz z domem mieszkalnym, nr 64, z końca XVII wieku, przebudowany w XVIII/XIX wieku.

Zabytki
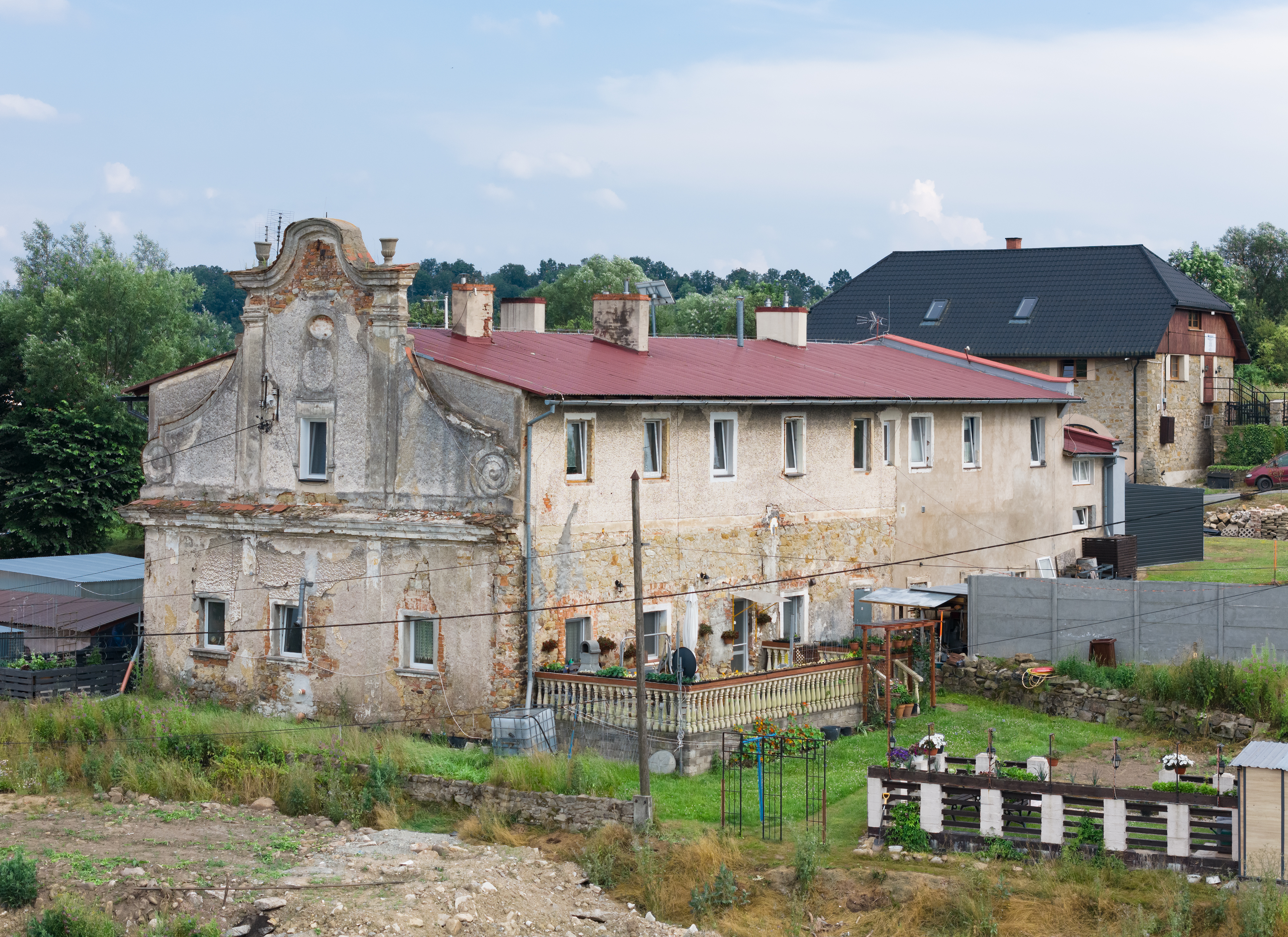
Dom nr 47
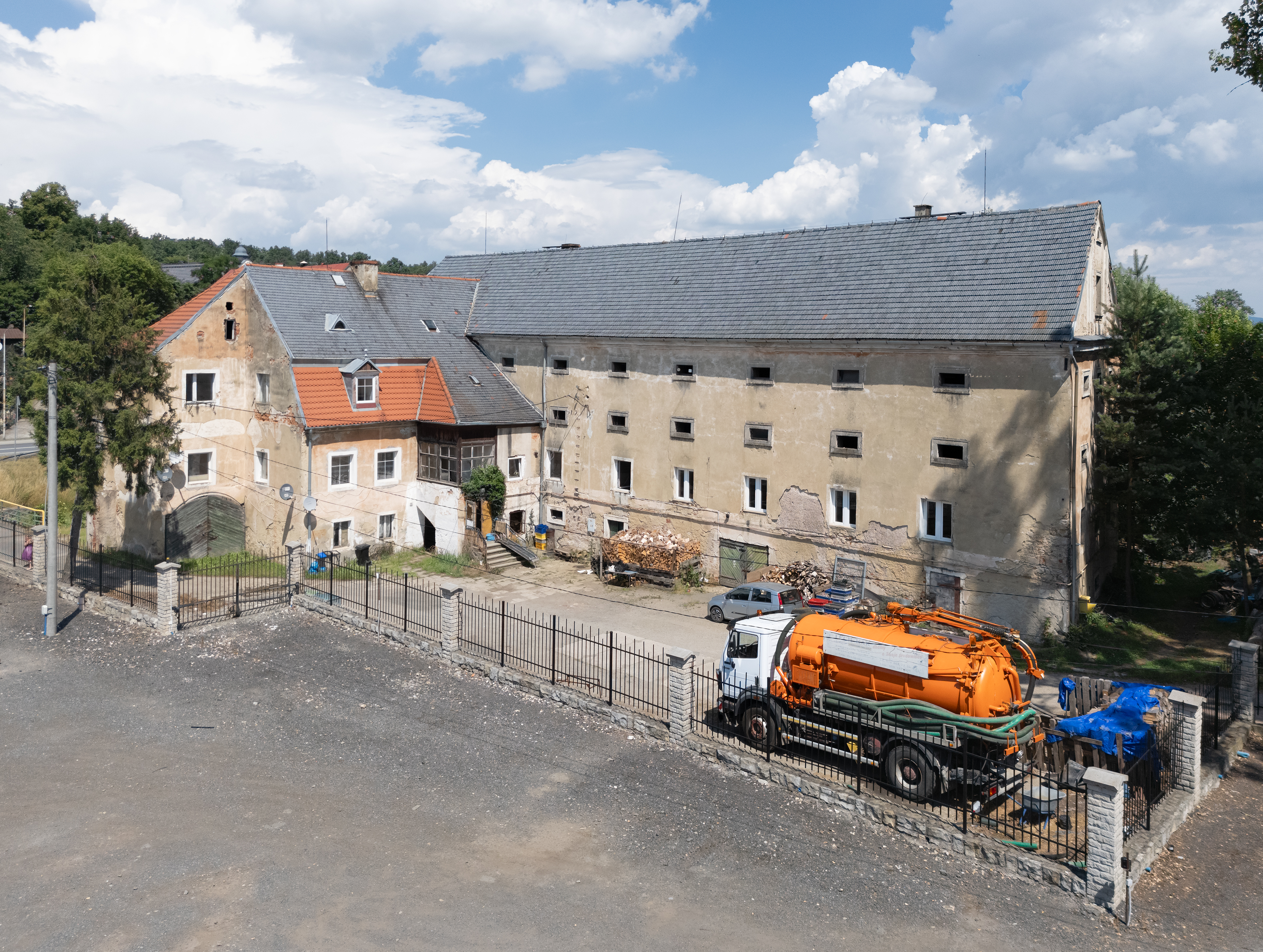
Dom nr 64
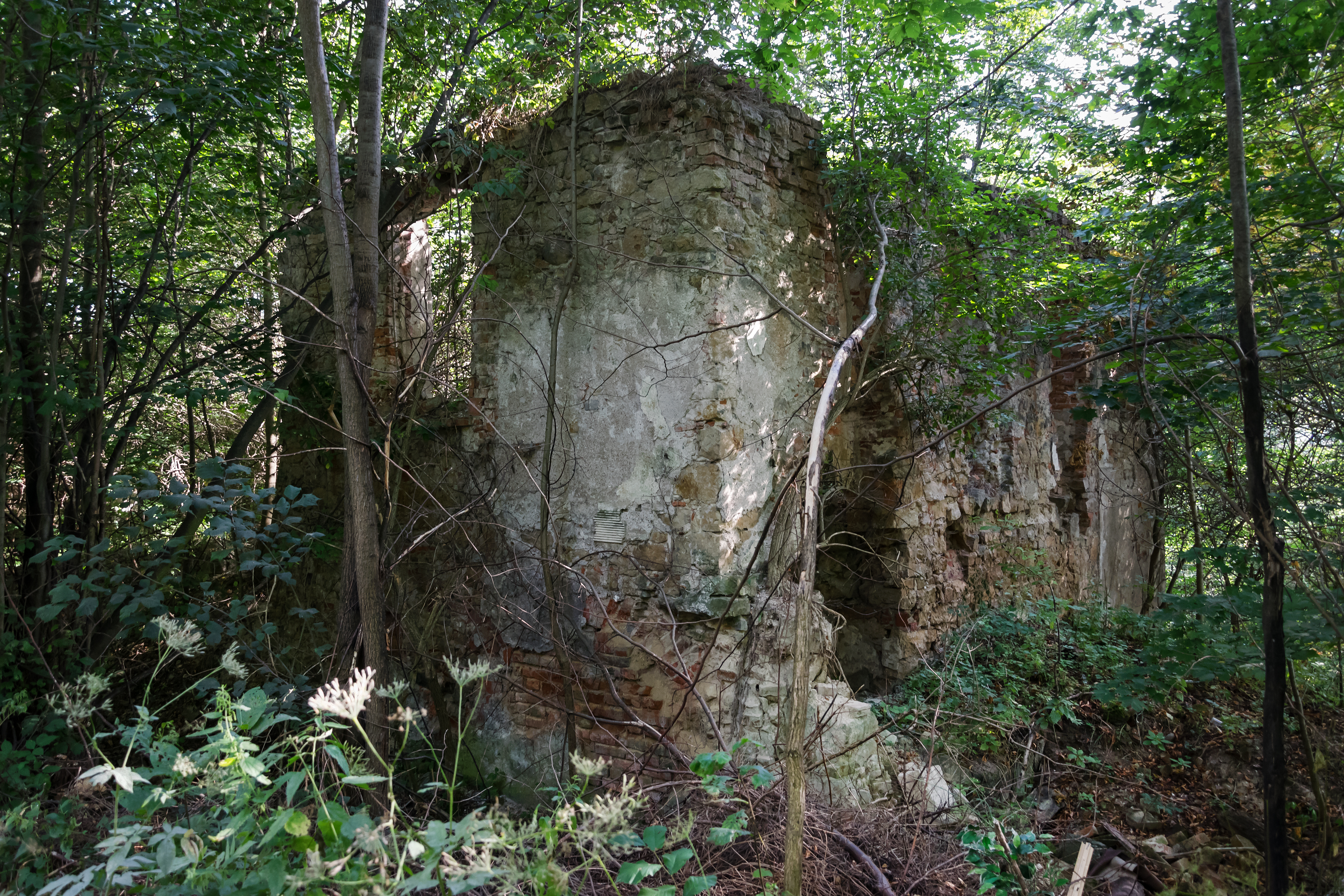
Ruina pałacu
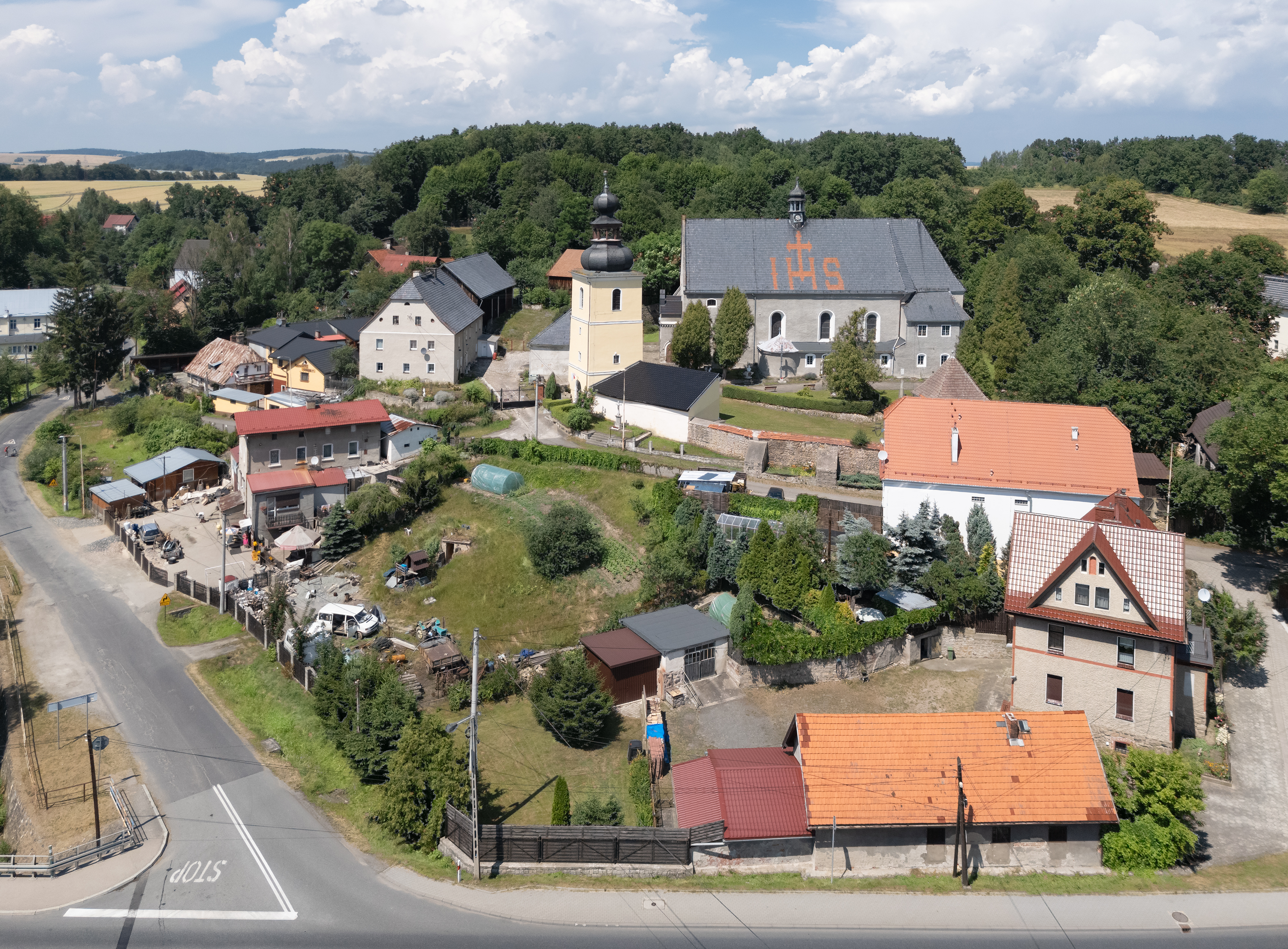
Wzgórze z zespołem kościoła św. Jerzego
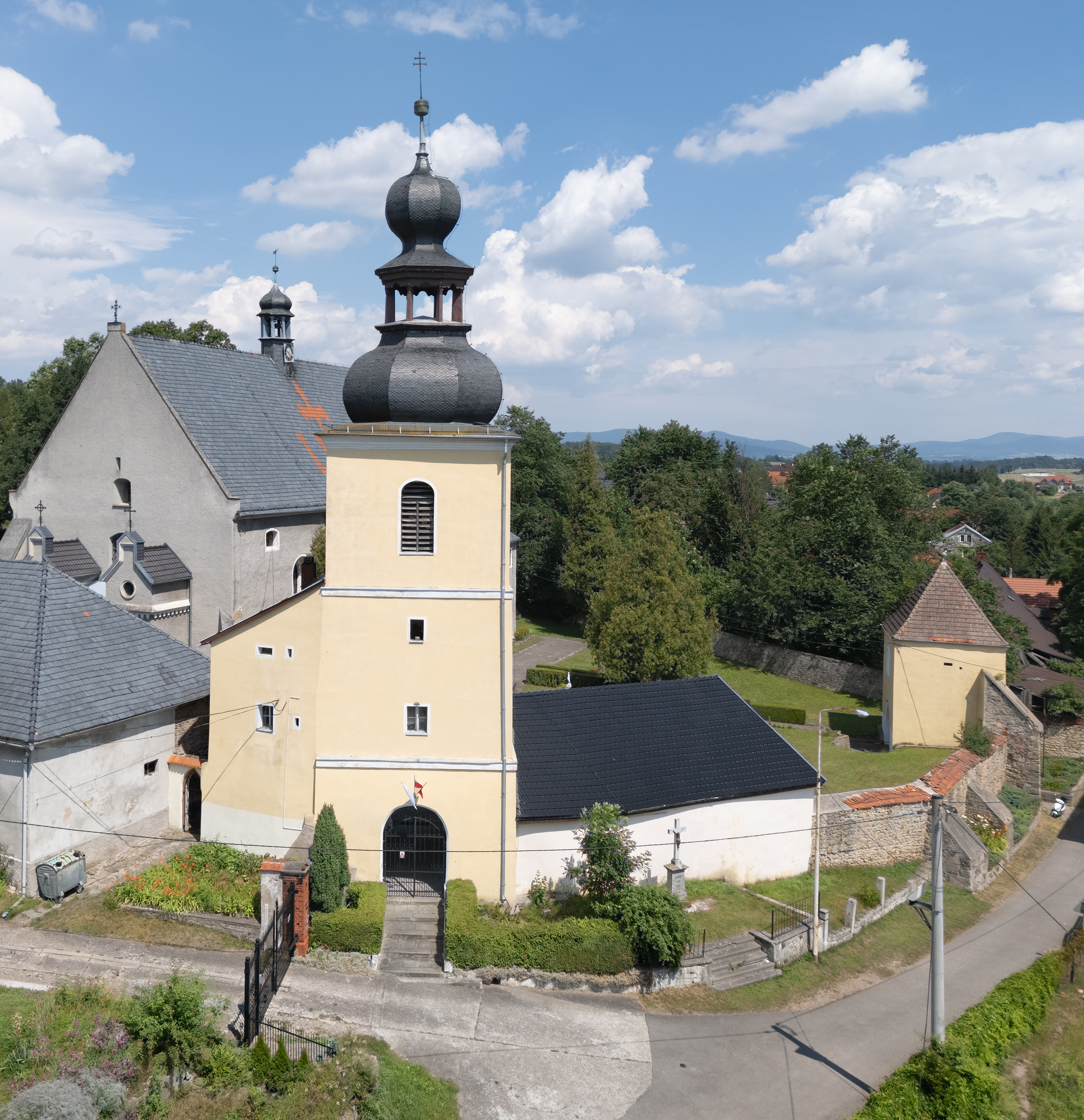
Dzwonnica
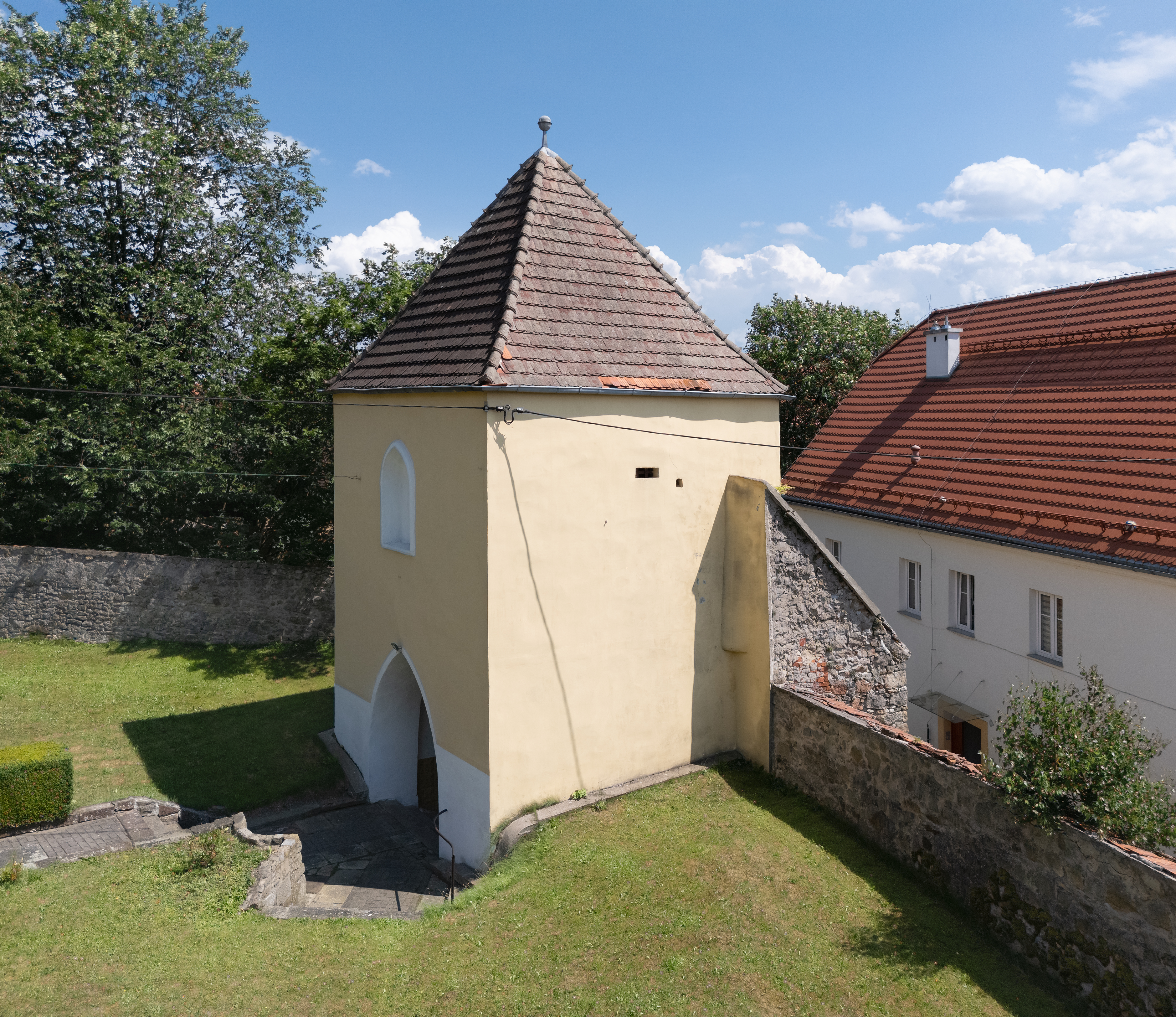
Budynek bramny
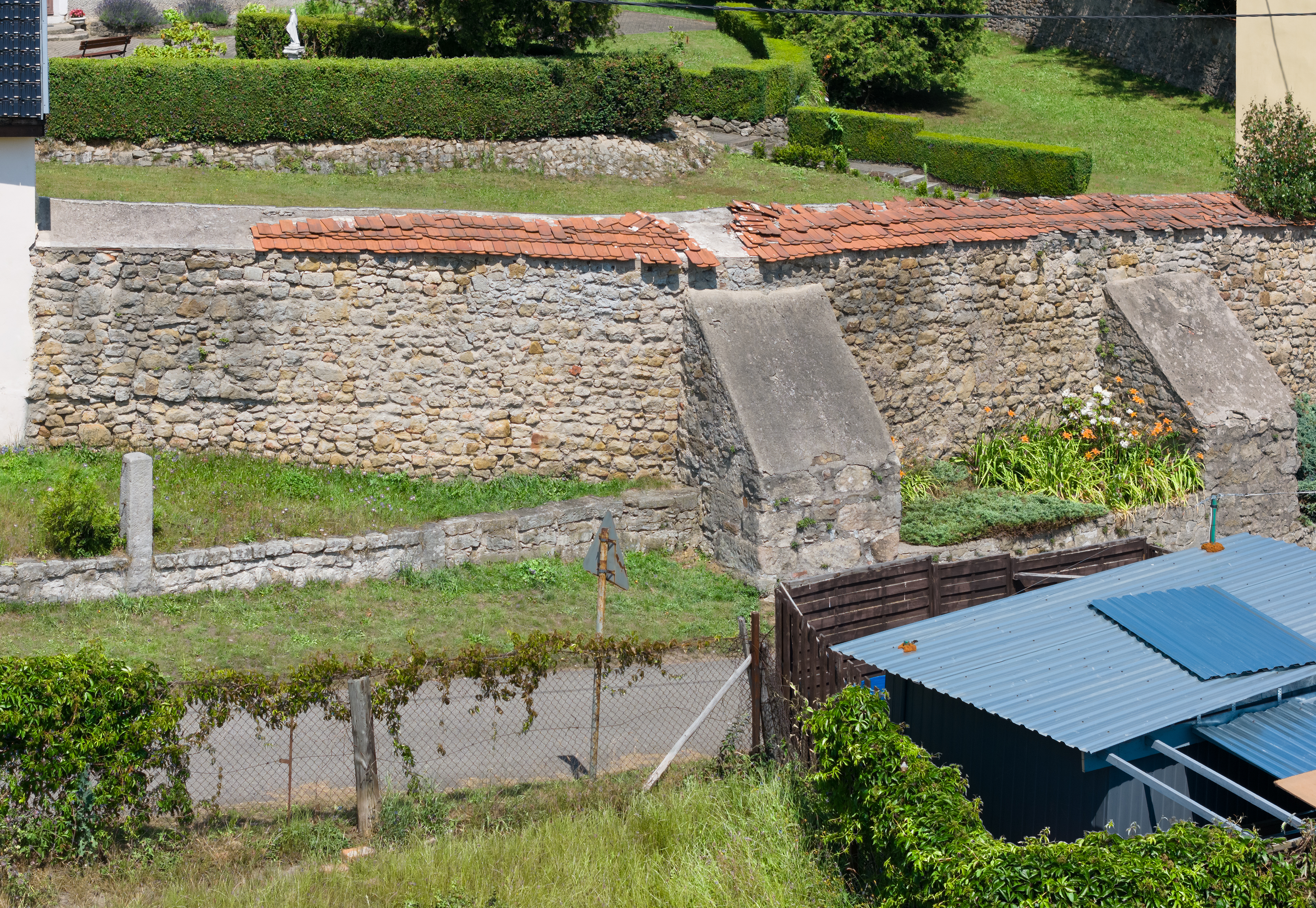
Mur obronny kościoła